# Studio Frendo
Studio Frendo, hrvatski glazbeni sastav iz Splita.

## Povijest
Godine 2007. objavili su pod etiketom izdavačke kuće Menart svoj prvi album Di si stavila banane? na kojem je deset pjesama. Skladba Mali dućan je prvi singl. Od 2011. godine bila je dvogodišnja stanka. Nakon dvije godine ušli su u studio u bitno izmijenjenom sastavu. Nova je članica Sara Brodarić koja sa Srđanom Šegvićem čini novu okosnicu sastava. Pod etiketom Croatia recordsa objavili su dvije pjesme uz službeni spot - Misec i Pipi, 2013. godine. Produkciju Miseca je napravio Željko Brodarić Jappa, suautori pjesme su Mišo Komenda i Vojin Hraste (obojica iz splitskog sastava Leut Magnetik). Za novi album tu je još nekoliko pjesama nastalih kao plod suradnje s djevojkama iz grupe Leut Magnetik. Snimljeni su i spotovi za pjesme Misec i Pipi (na guc), koje je režirao u suradnji s članovima benda, montirao i postproducirao Milan Latković, a snimatelj je bio Rino Barbir. 2017. izbacili su pjesmu Palme na kojoj u ulozi pjevača gostuje Branko Dragičević, iz dvojca popularnog pod imenom Valentino Bošković. 2018. izašao je i 10-minutni audiobook Ne čujem te stari. U pripremi im je 200-tinjak pjesama.

## Diskografija
- Di si stavila banane?, studijski album, Menart, 2007.

## Članovi
Članovi su dosad bili:
- Srđan Šegvić
- Mile Šegvić
- Pavle Dulčić
- Mario Perković
- Sara Brodarić
- Mišo Komenda

## Vanjske poveznice
- Facebook
- Discogs
- YouTube